# Farès Boueiz
Farès Boueiz (arabisch فارس بويز; * 15. Januar 1955 in Beirut) ist ein libanesischer Rechtsanwalt und Politiker, der als zweimaliger Außenminister und Umweltminister diente. Er ist christlichen Glaubens.

## Karriere
Farès Boueiz diente ab 1990 als Außenminister. Dies blieb er bis 1992, als er aus Protest gegen die allgemeinen Wahlen 1992 seinen Posten für wenige Monate verließ und zeitweise durch Nasri Maalouf ersetzt wurde. Es war Boueiz, der nach einer langen Periode Mitte Mai 1991 am ersten offiziellen Treffen mit Faruk Kadumi vom Politdepartement der Palästinensischen Befreiungsorganisation (PLO) teilnahm.
Er setzte seine Tätigkeit als Außenminister ab 1992 im vom Ministerpräsidenten Rafic Hariri geführten Kabinett fort. Hariri und er hatten ein gespanntes Verhältnis, da Hariri sich immer in die Außenpolitik einmischte. Als Boueiz im Amt war, wurde sein Schwiegervater Élias Hraoui Staatspräsident des Libanon. Im Jahre 1998 wurde Boueiz von Selim Hoss als Außenminister ersetzt.
Boueiz war einer der Präsidentschaftskandidaten nach Émile Lahouds erster Amtszeit 2004. 2003 wurde Boueiz zum Umweltminister im von Rafic Hariri geführten Kabinett ernannt und ersetzte in diesem Posten Michel Musa. Boueiz war ein unabhängiges Mitglied des Kabinetts. Am 7. September 2004 trat er von seinem Amt zurück, um gegen den Verfassungszusatz zu protestieren, welcher Lahouds Amtszeit als Präsident verlängerte. Mit ihm traten drei weitere Minister zurück, darunter Marwan Hamadeh, Ghazi Aridi und Abdullah Farhat. Alls vier Minister stimmten im Parlament gegen die Erweiterung der Amtszeit.
Der Staatsminister Michel Musa ersetzte Boueiz als geschäftsführender Umweltminister. Boueiz diente als Parlamentsabgeordneter und vertrat bis 2005 Kesrouan. Nach dem Ende von Lahouds Amtszeit wurde Boueiz 2007 wieder als Präsidentschaftskandidat aufgestellt. Bei den allgemeinen Wahlen 2009 war er nicht mehr auf der Liste der Allianz des 14. März.

## Sichtweisen
Während seiner zweiten Amtszeit als Außenminister arbeitete Boueiz mit den syrischen Behörden zusammen. Allerdings widersprach er im Jahre 2001 den Beschuldigungen des syrischen Verteidigungsministers Mustafa Tlass in Bezug auf den maronitischen Patriarchen Kardinal Sfeir. Andererseits war Boueiz skeptisch in Bezug auf die Friedensvereinbarung zwischen Israel und der PLO 1993 und konstatierte, dass palästinensischen Flüchtlinge sich nicht im Libanon ansiedeln sollten – aufgrund der sensiblen demografischen Balance zwischen den einheimischen Christen und den Moslems im Land. Während der Gespräche mit ägyptischen Diplomaten im frühen April 1998 erklärte Boueiz, dass die Behandlung des jüdischen Volkes durch die Nazis auf politischen Gründen basiert und, dass „sie sich arroganterweise als das auserwählte Volk Gottes benahmen.“

## Persönliches
Farès Boueiz ist der Schwiegersohn vom libanesischen Staatspräsidenten Élias Hraoui. Boueiz heiratete nämlich dessen Tochter Zalfa Hraoui im Jahre 1985.